# لایشنگن
شهر لایشنگن (به آلمانی: Laichingen) در ایالت بادن-وورتمبرگ در کشور آلمان واقع شده‌است.